# シラユキ
シラユキ（白雪、学名：Cerasus Sato-zakura Group ‘Sirayuki’ Miyoshi、シノニム：Cerasus serrulata ‘Sirayuki’）は、バラ科サクラ属のサクラで、オオシマザクラを基に生まれた栽培品種のサトザクラ群のサクラ。荒川堤発祥のサクラであり、1886年の荒川堤の桜並木整備時の台帳には載っていなかったが1909年に三好学が発見して命名した。
樹形は広卵状で、樹高は高木、花弁は一重咲きで白色の大輪の花をつける。東京での花期は4月中旬。花柄と小花柄に毛があり、円形の大きな苞があることが特徴である。
- 日本花の会 結城農場にて